# 手工藝人

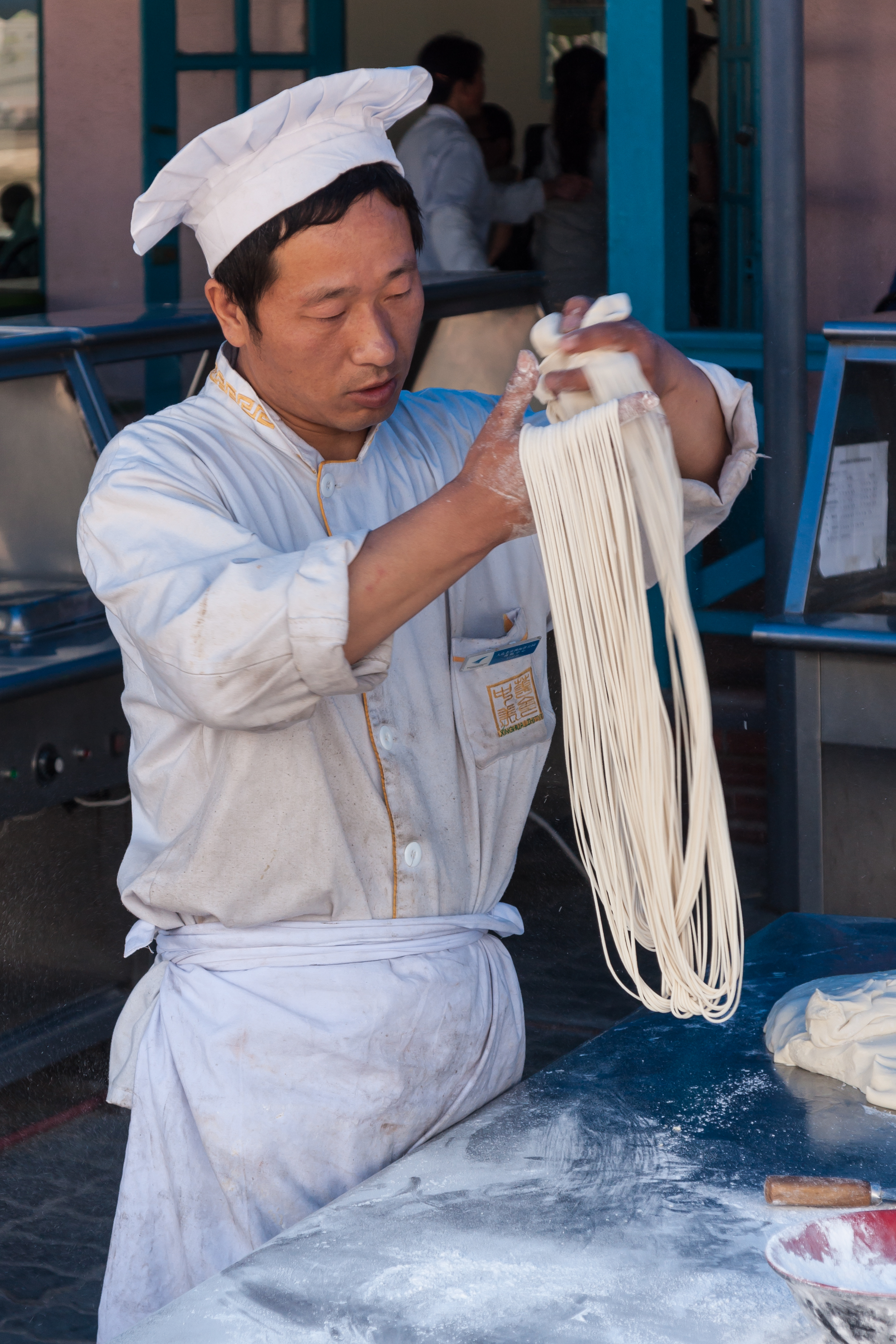
拉面师傅，摄于中国辽宁省大连市

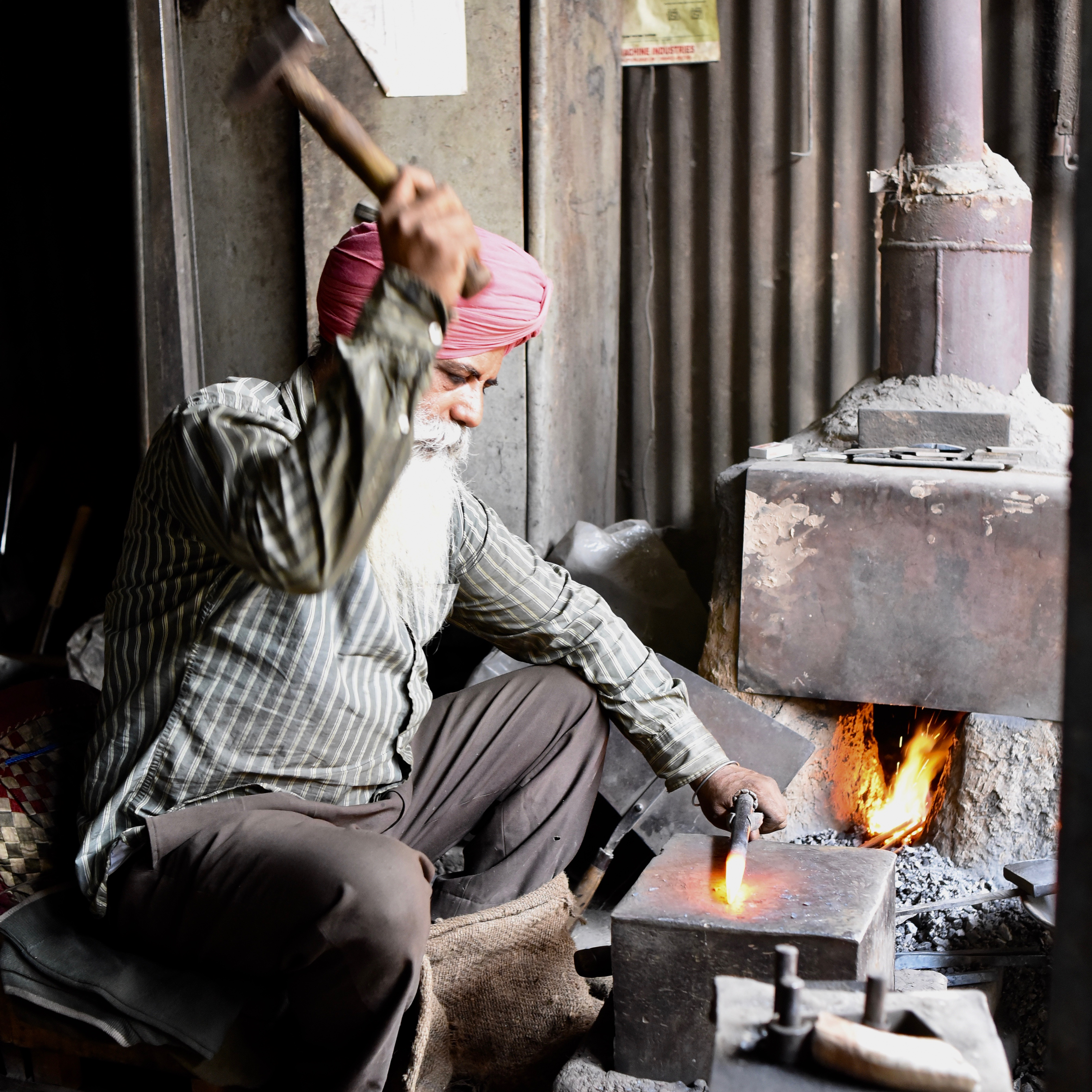
一名铁匠正在打铁

手工藝人，或稱爲職人、匠人、匠師，（英語：Artisan，日语：／ Shokunin），是指擁有某項熟練技巧，從事傳統手工藝的工作者。古時的手工藝是以師徒制度傳承，學徒跟隨匠師擔任助手，在日常工作中學習手工的技術和知識；現時的教育制度普及，學生普遍可以通過學校學習日新月異的技藝。

## 辭源
東漢許慎編著的《說文解字》對「匠」字的解釋是「木工也。从匚从斤。斤，所以作器也。」「匚」指的是放置工具的筐器，「斤」指的是斧頭，「匠」最初指的是從事木工的木匠。《考工記》有云：「國有六職，百工與居一焉。」「百工」記述有關攻木、攻金、攻皮、設色、刮摩和搏埴的巧匠。

## 畫廊

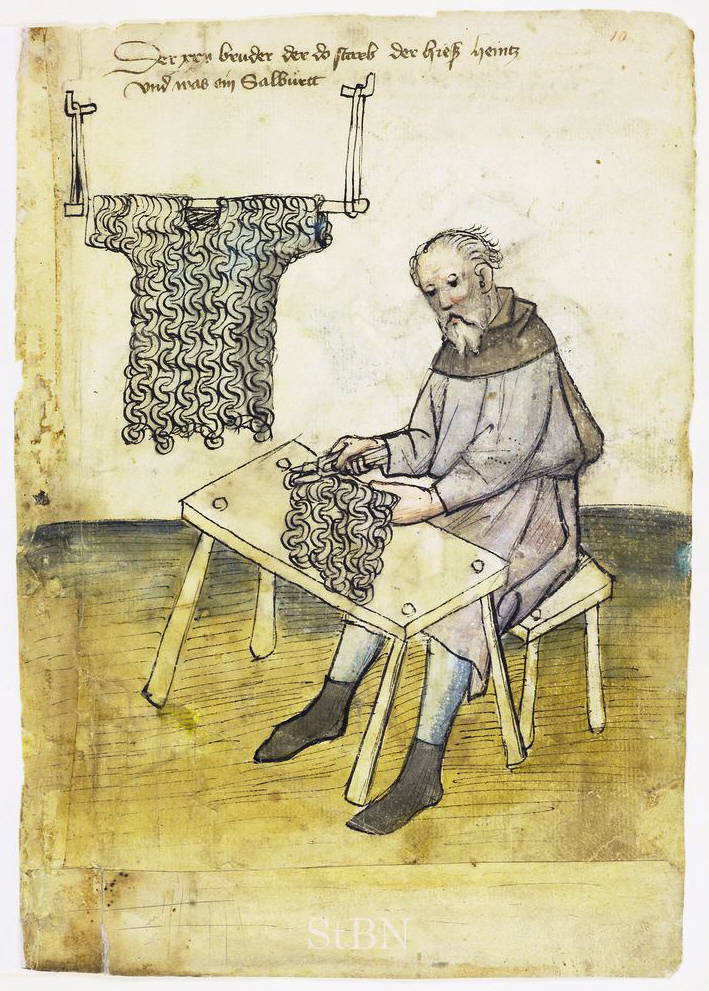
盔匠
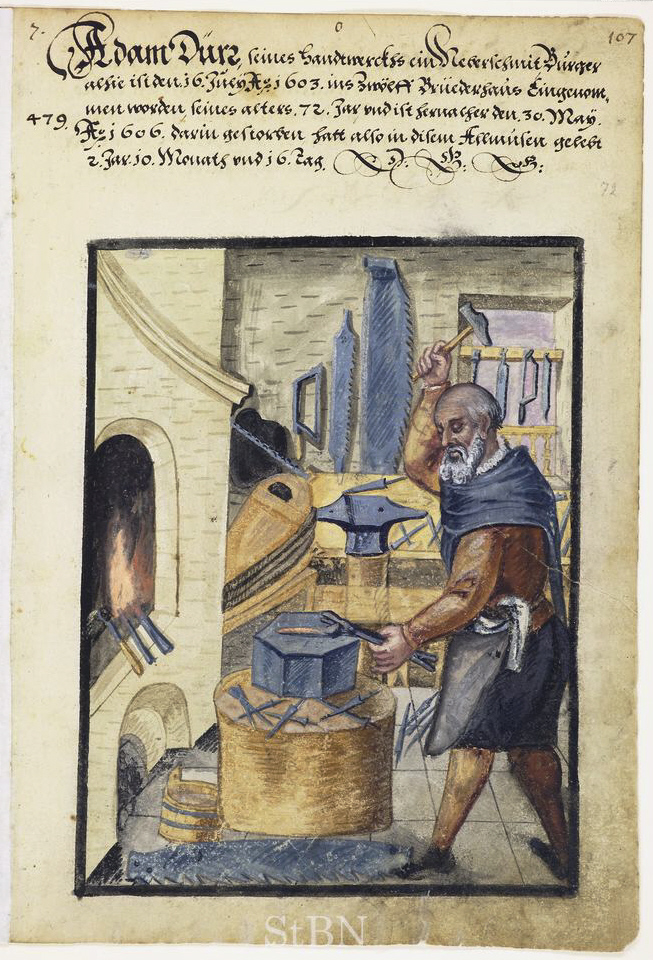
鐵匠
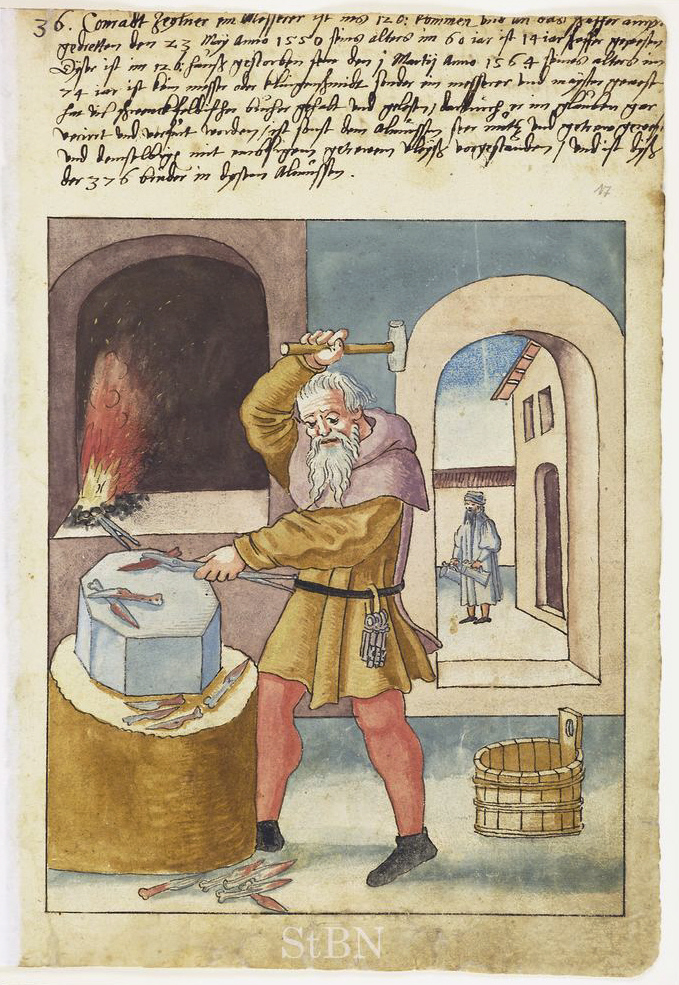
刀匠
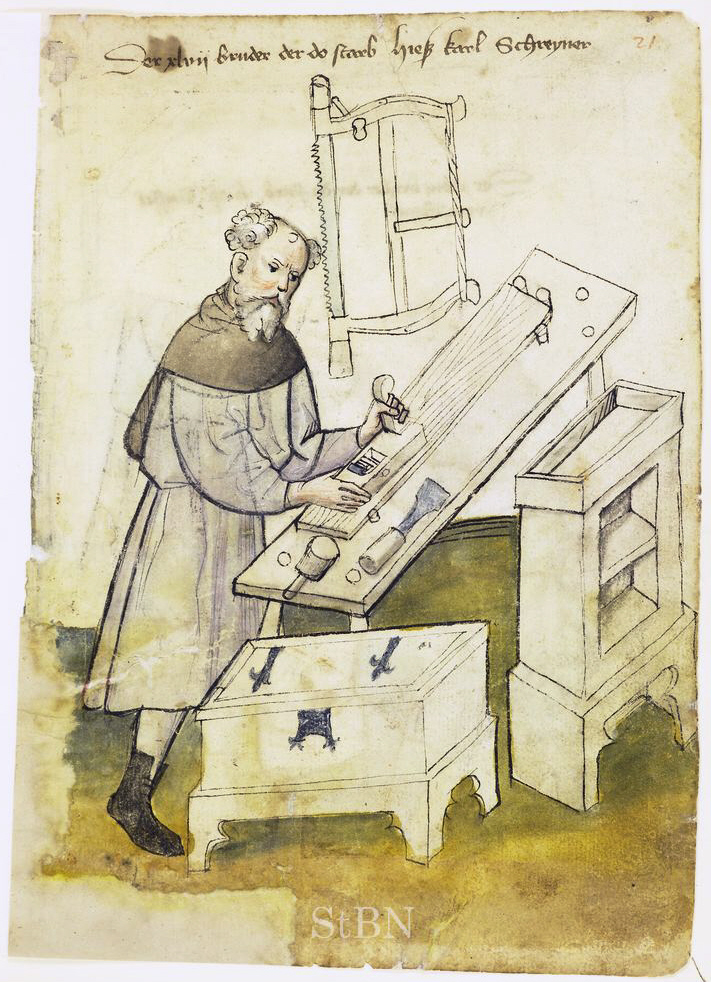
細工匠
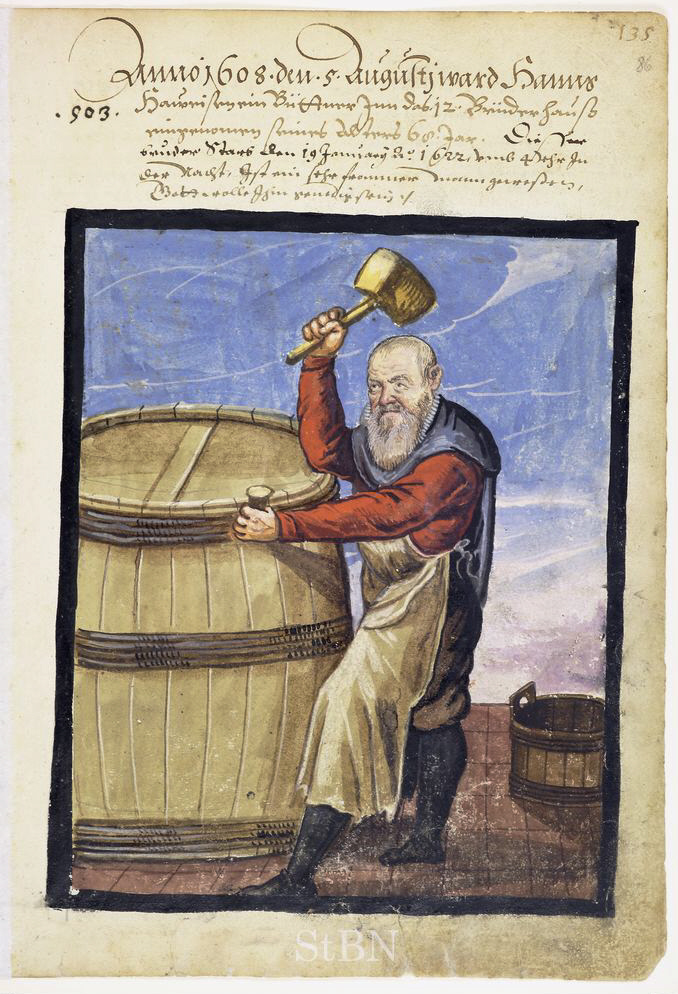
箍桶匠
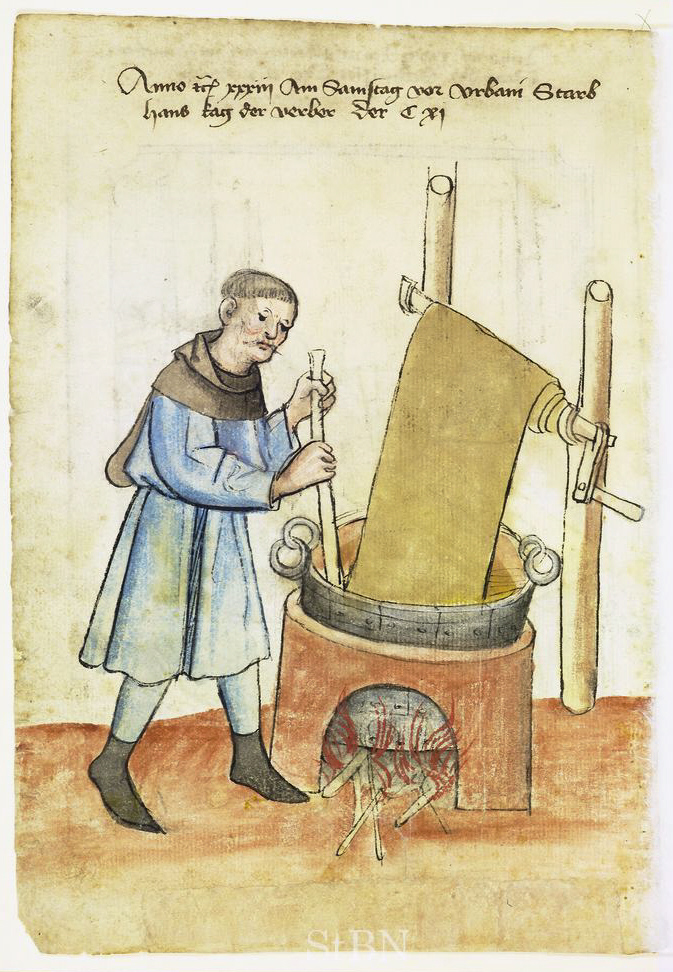
染匠
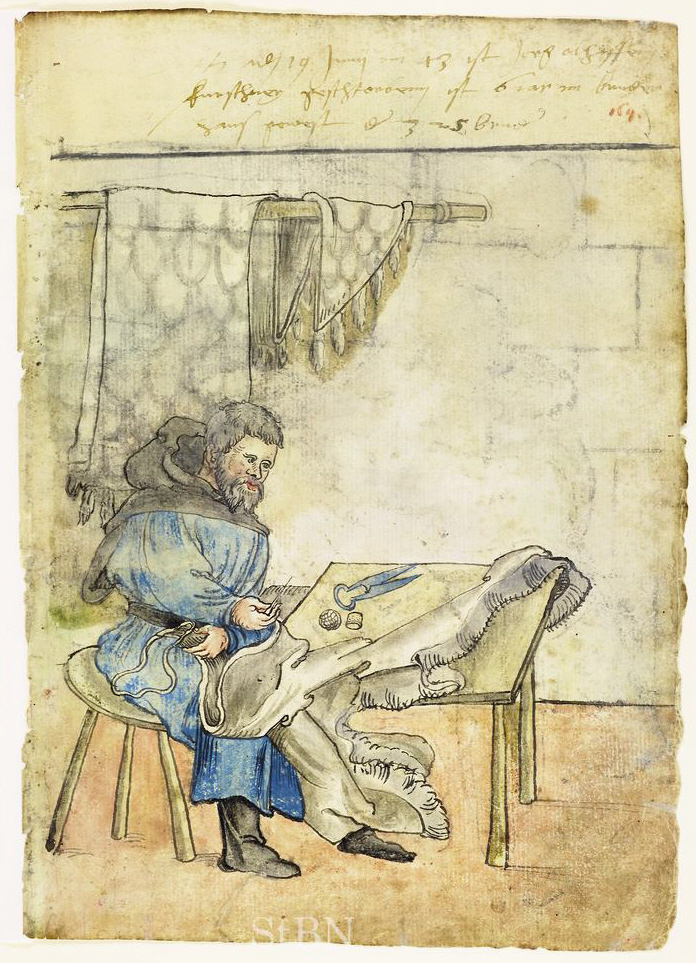
皮草匠
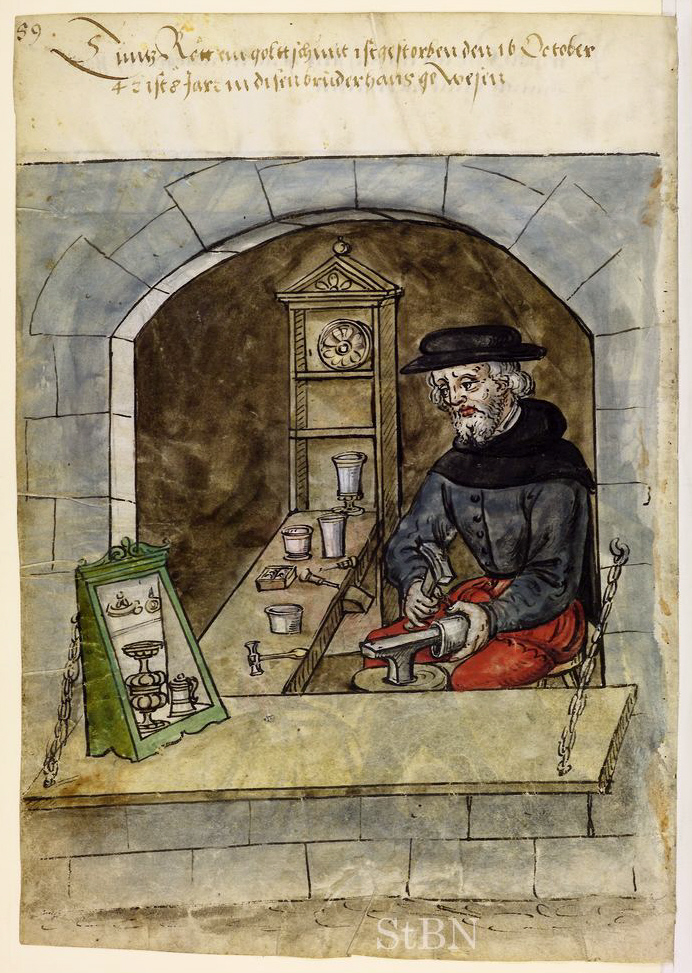
冶金匠
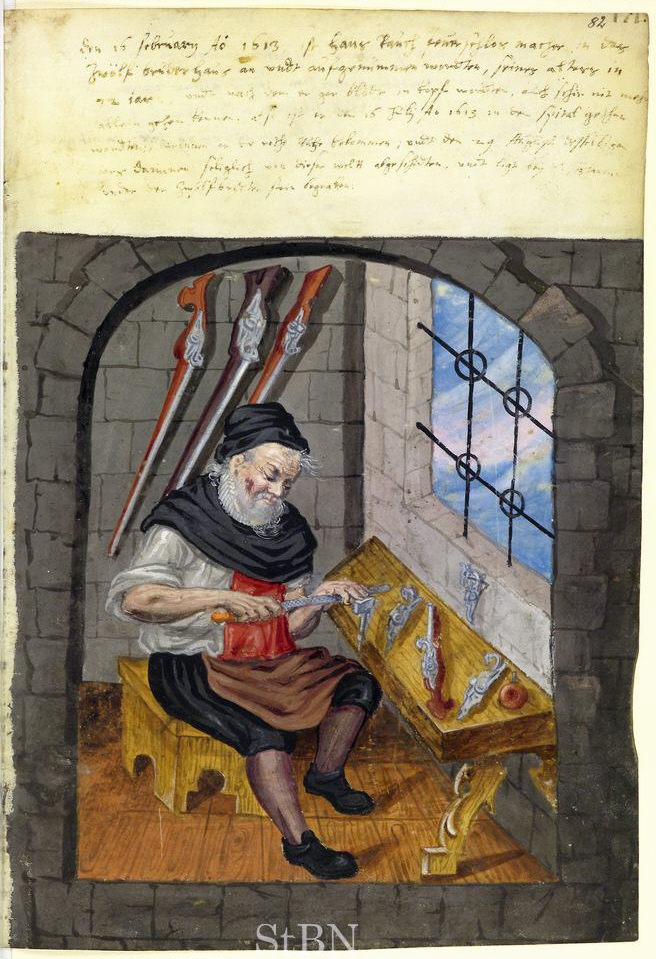
銃匠
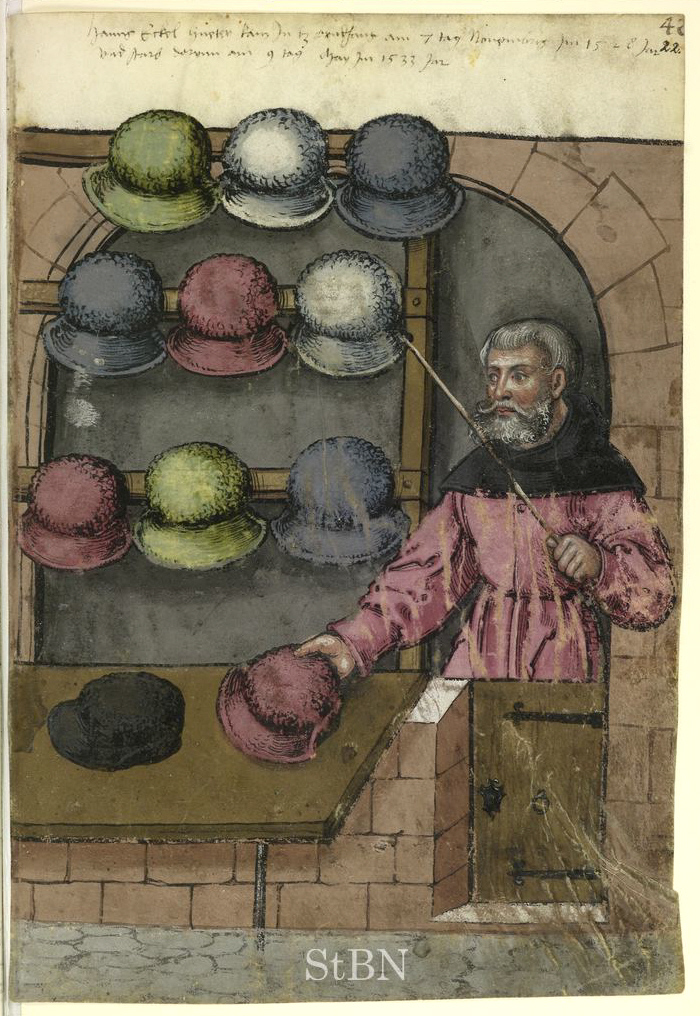
帽匠
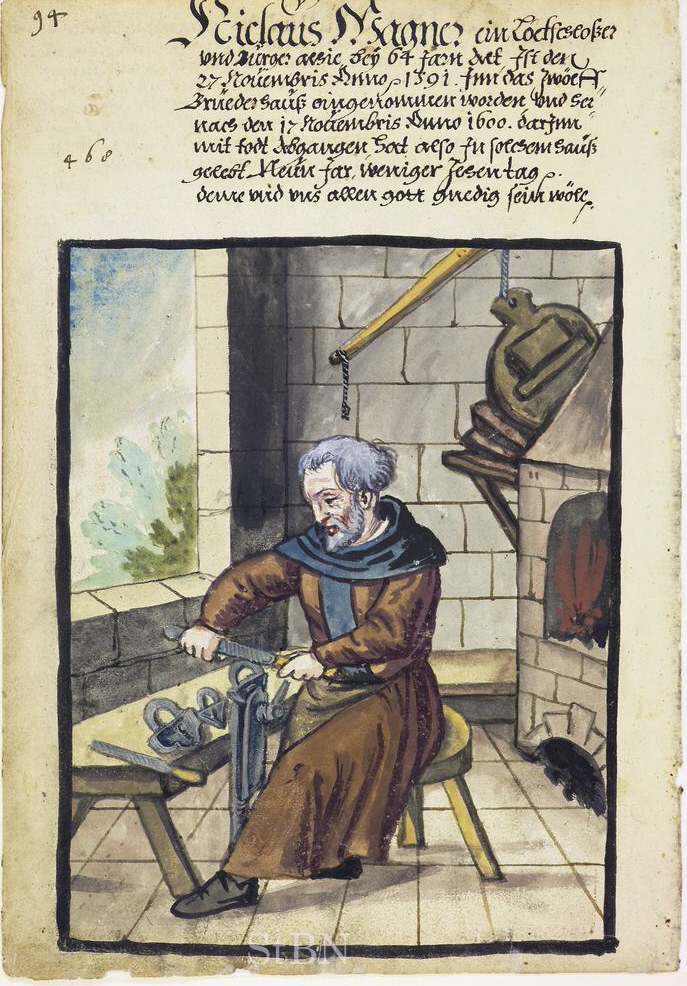
鎖匠
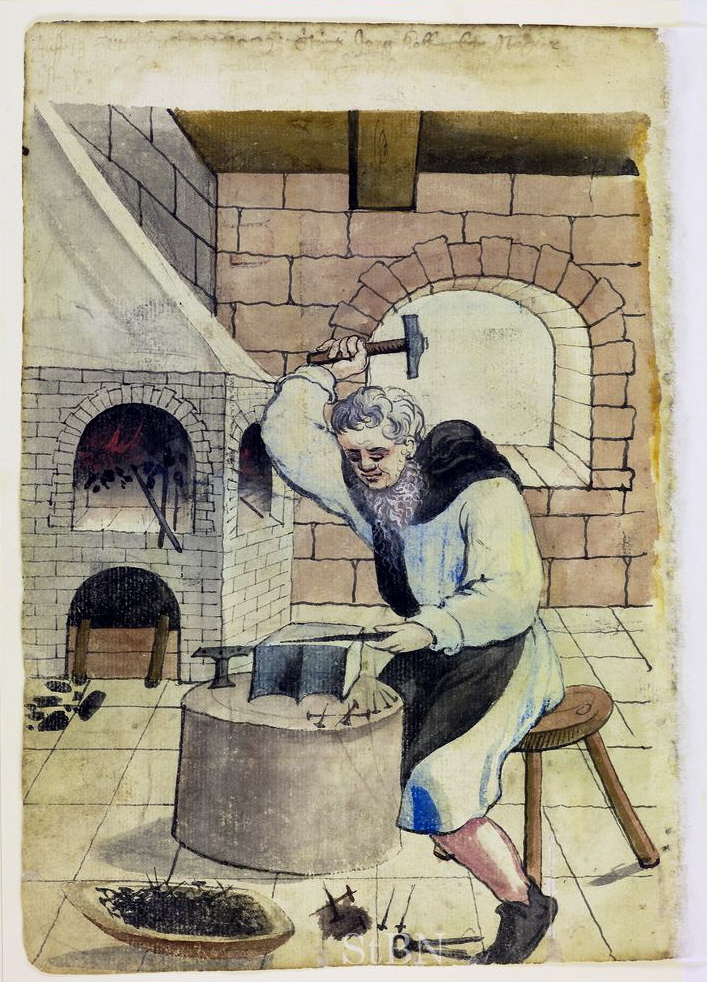
釘匠
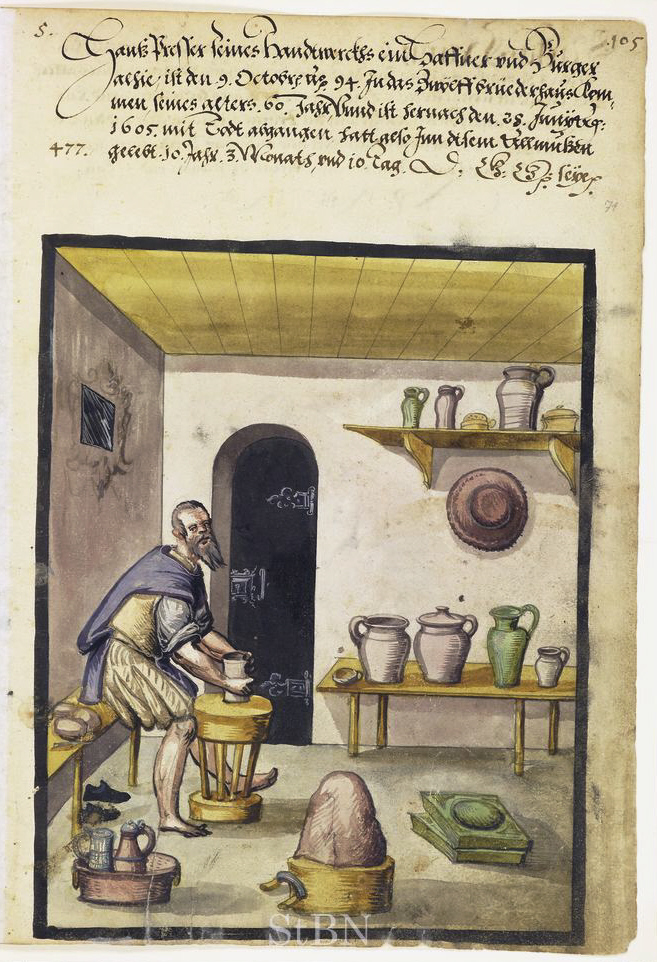
陶匠
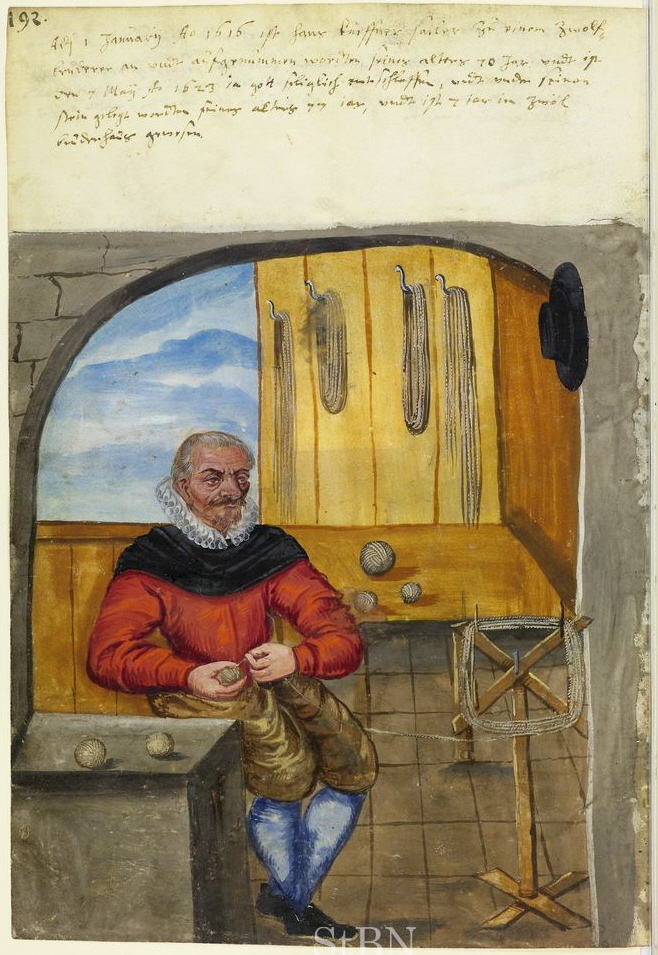
繩匠
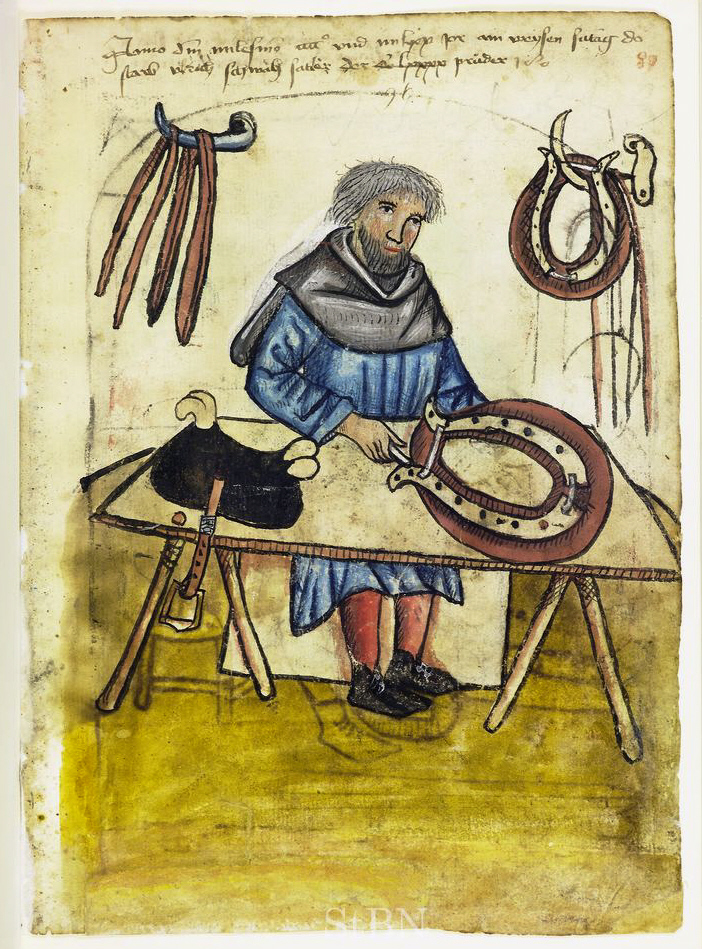
鞍匠
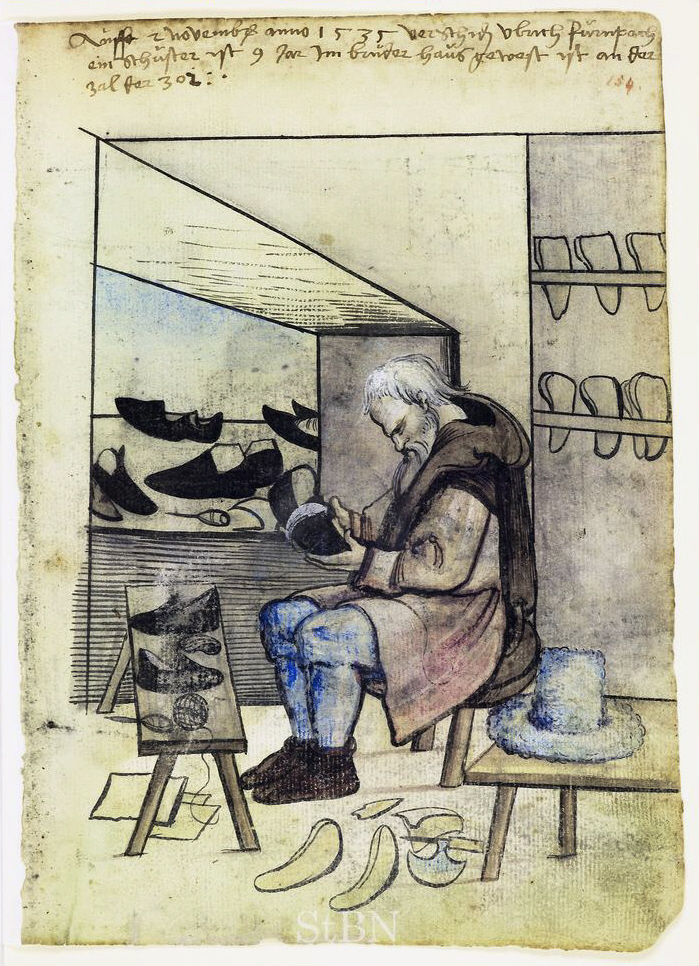
鞋匠
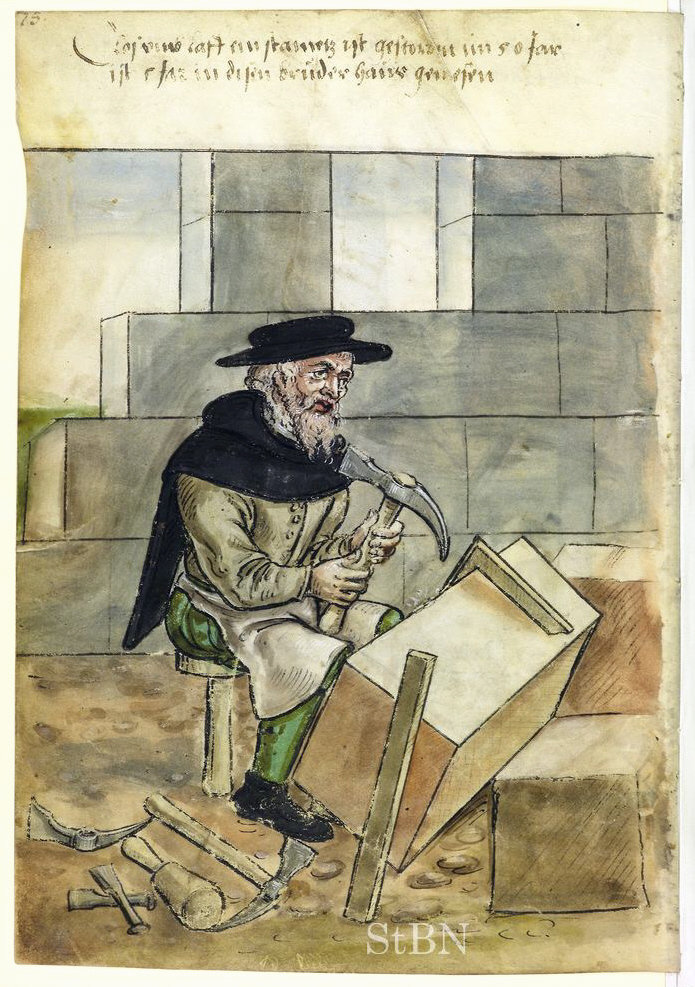
石匠
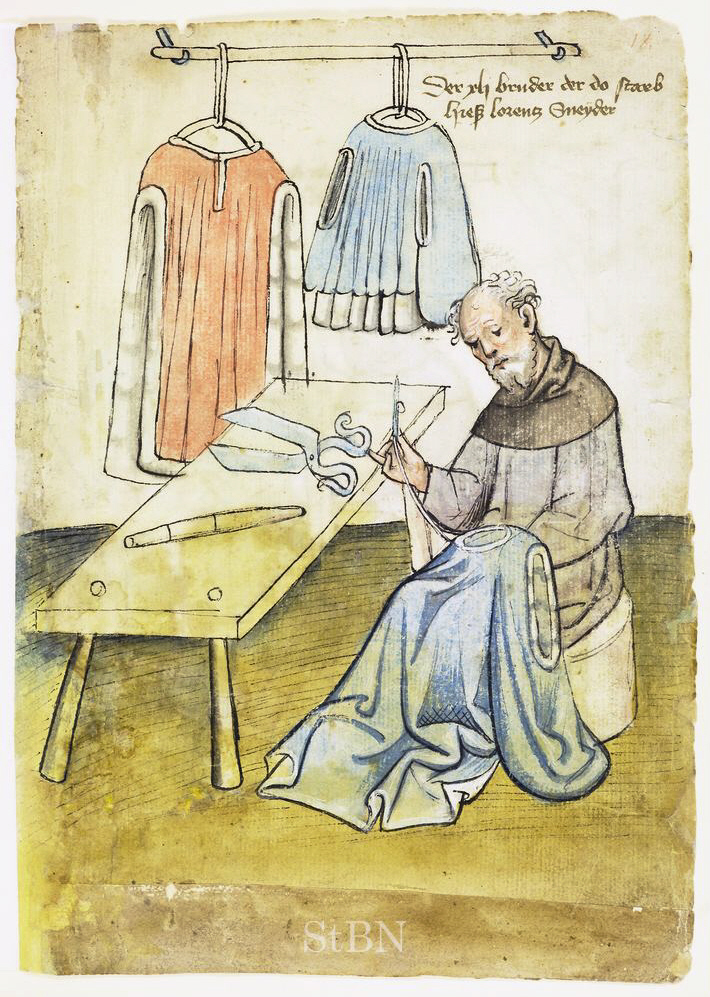
裁縫匠
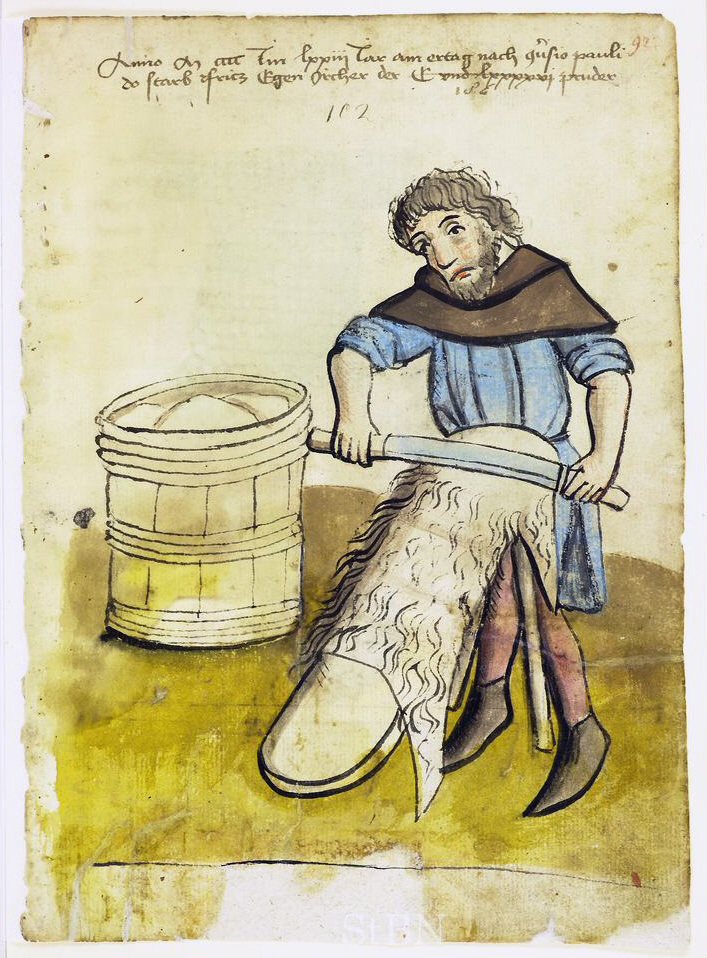
皮匠
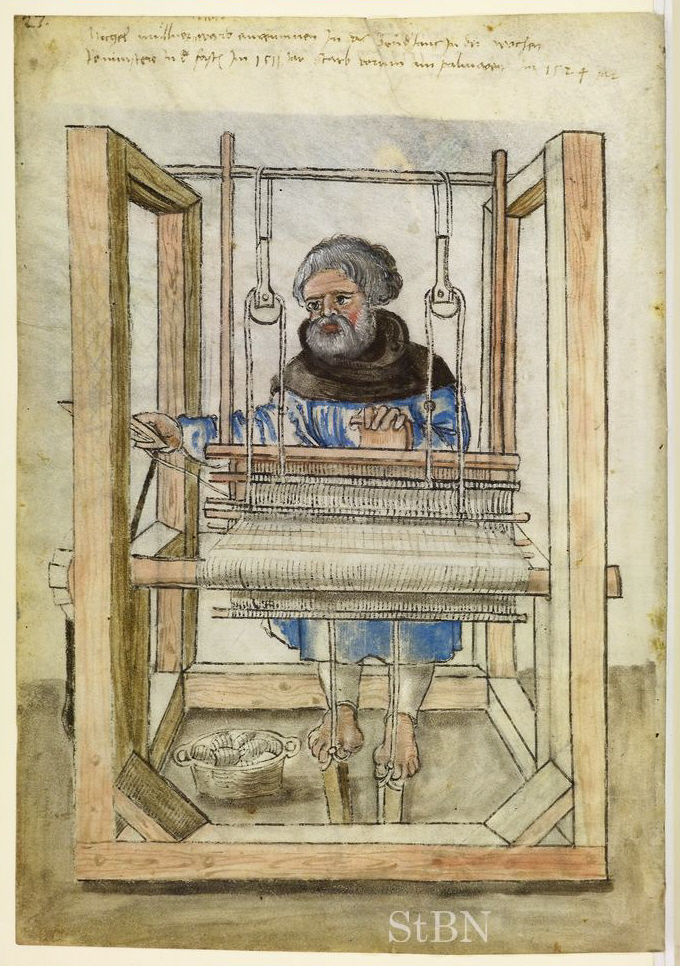
紡織匠
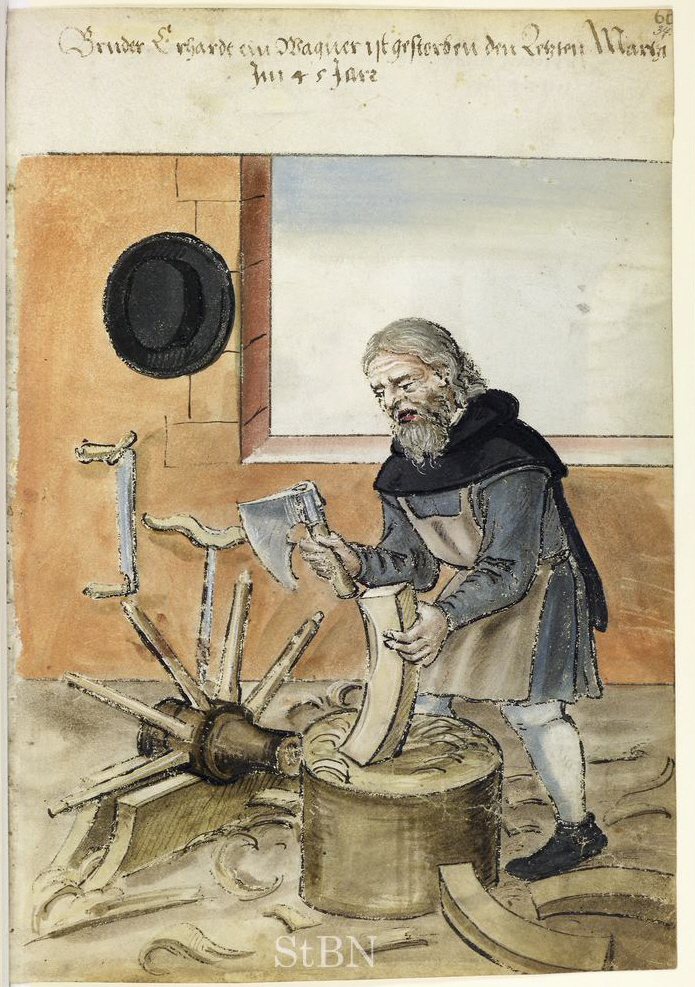
車匠

## 職人
職人（日语： Shokunin）是日本對於擁有高度技巧外，同時抱持專心將工作技藝一件事持續做到極致的一生懸命心態，職人對於自己產出的作品感到自豪，常常成為行業的翹楚受到社會敬重，甚至也有人領收國家俸祿得以專心持續精進技藝，也稱為匠人或國寶。日本在法律面以文化財保護法將職人的技藝列為非物質文化遺產。

## 另見
- 畫家、藝術家
- 學徒
- 建築工人
- 技術工人
- 燈藝師